# 灌篮青春
《灌籃青春》（英語：Chang Can Dunk）是美國一部由華裔導演邵竫一自編自導的運動題材劇情片，同時這也是邵竫一的電影長片處女作。該片由李揚（Bloom Li）、德克斯特·達登、王班、佐伊·蕾妮、蔡斯·萊菲爾德（Chase Liefeld）、馬瑞霞（Mardy Ma）和艾瑞克·安東尼·洛佩茲（Eric Anthony Lopez）主演。《灌籃青春》講述了一個魚腩團隊的成長故事，並涵蓋了美國高中籃球和主角超越期待的決心。本片於2023年3月10日通過迪士尼＋全球上映。

## 外部連接
- 官方网站（繁體中文）
- 互联网电影数据库（IMDb）上《灌籃青春》的资料（英文）
- 爛番茄上《灌籃青春》的資料（英文）
- 豆瓣电影上《灌籃青春》的資料 （简体中文）